# Heinrich Kleffel

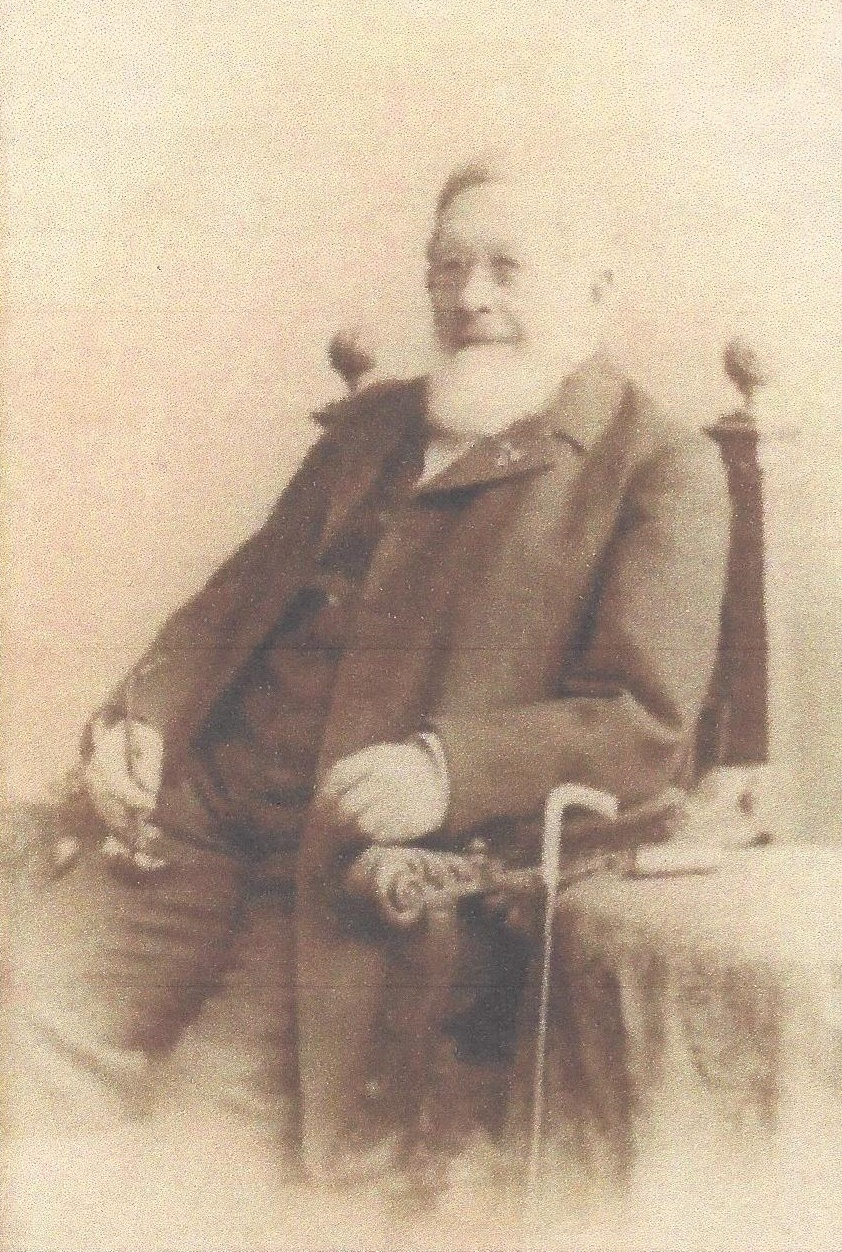
Heinrich Kleffel

Heinrich Gustav Adolf Kleffel (* 20. Juli 1811 in Großbreitenbach, Schwarzburg-Sondershausen; † 16. Februar 1896 in Berlin) war ein deutscher Richter in Ostpreußen. Über 30 Jahre war er Bürgermeister und Oberbürgermeister von Tilsit.

## Leben
Als Pfarrersohn besuchte Kleffel ab 1825 das Hennebergische Gymnasium in Schleusingen. Nach dem Abitur studierte er ab 1830 Rechtswissenschaft an verschiedenen Universitäten, zuletzt an der Friedrich-Wilhelms-Universität zu Berlin. Nach den (damals noch) drei Examen trat er in die Rechtspflege des Königreichs Preußen ein. Er kam an das Land- und Stadtgericht Insterburg (1839) und das Land- und Stadtgericht Ragnit (1845). Seit 1851 Kreisgerichtsrat am Kreisgericht Tilsit, bewarb er sich 1852 um die Stelle des Bürgermeisters. Er wurde gewählt und trat das Amt beim 300-jährigen Jubiläum der Stadt an. Er neigte zum Liberalismus, hielt sich politisch aber zurück. Als glänzender Redner und Schreiber stand er über den wechselnden Parteiungen. 1858, 1870 (seit 1869 als Oberbürgermeister) und 1882 wurde er einstimmig wiedergewählt.

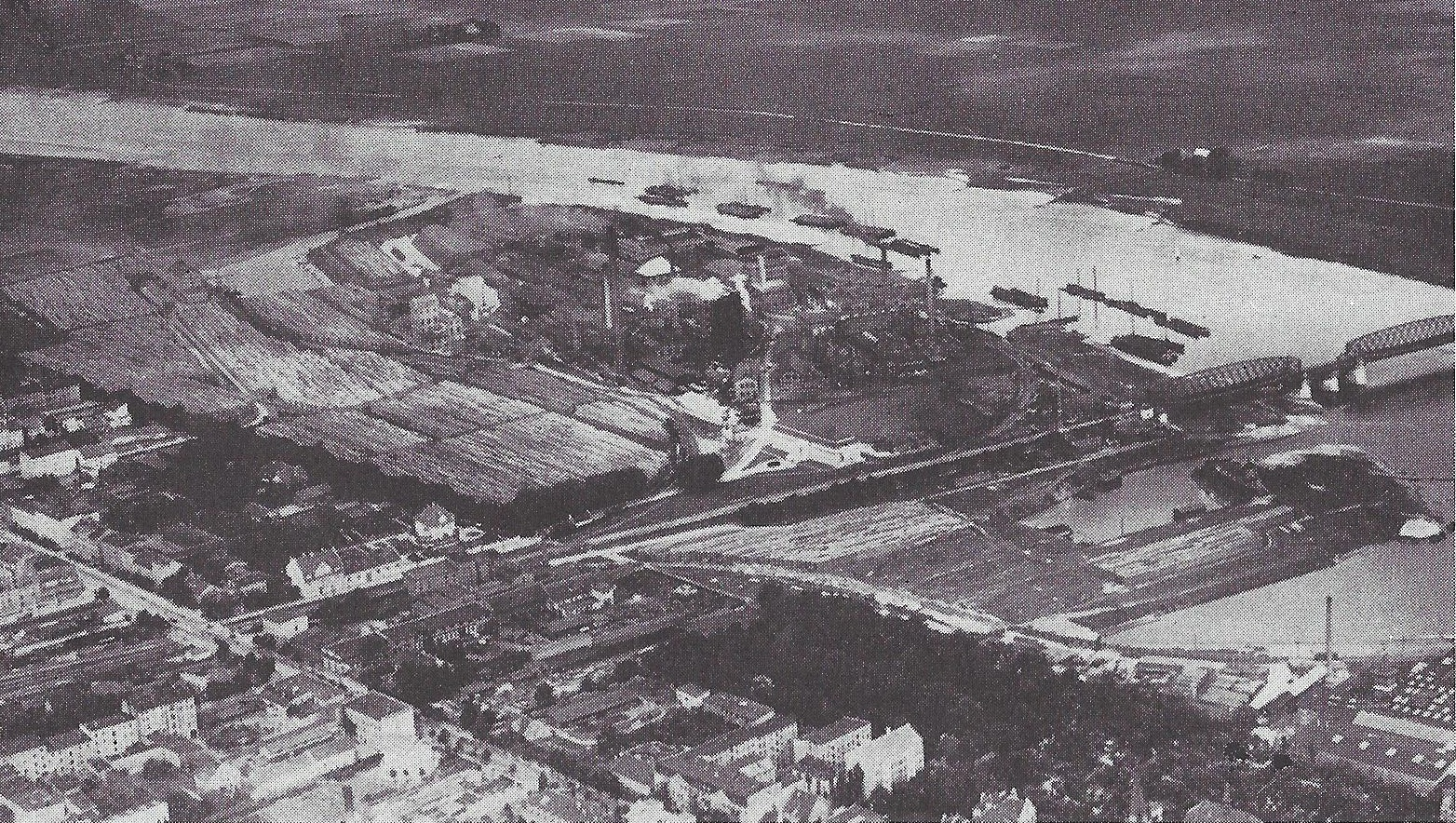
Flößerei und Waldhof in Tilsit

In seiner Zeit erhielt „Tilse“ (wie er die Stadt meistens nannte) das Aussehen, das sie im Wesentlichen bis 1945 behielt: Abgerissen wurden das Hohe Tor (1861) und das Deutsche Tor (1865). Er sorgte für die Separation der bürgerlichen Wiesen und Weiden (1858), deren Bewirtschaftung durch die Besitzverhältnisse schwierig war. Die Stadtstraßen wurden gepflastert und mit Gas beleuchtet. Um die Memelniederung mit der Stadt besser zu verbinden, wurden die Stolbecker Straße und die Niederunger Chaussee ausgebaut. Das kam auch den Kasernen der Preußischen Armee zugute. Als die Preußische Ostbahn gebaut wurde, sorgte Kleffel dafür, dass Tilsit mit der Bahnstrecke Insterburg–Tilsit (1861) und der Bahnstrecke Tilsit–Memel (1875) an die Ostbahn angeschlossen wurde. 1865 ging der Bahnhof in Betrieb. Schwierigkeiten bei der Überbrückung der Memel und ihrer Altläufe bis Pogegen verzögerten die Verbindung nach Memel, Ostpreußens und Deutschlands nördlichster See- und Handelsstadt. In seiner Amtszeit erhielt Tilsit auch die Kanalisation (1880). Zwei Jahre später wurde ein Bebauungsplan aufgestellt, der über Jahrzehnte Bestand hatte. Mit 71 Jahren pensioniert, zog er in die Reichshauptstadt Berlin.
Kleffel engagierte sich in der Freimaurerei und war in Tilsit Mitglied der Andreasloge Strenua.
Sein jüngerer Bruder Friedemann Kleffel wurde in Thüringen Hofmaler und kam 1851 als Zeichenlehrer an Tilsits Realschule. 1863 ging er als Maler nach Koblenz.

## Ehrungen
- Roter Adlerorden IV. Klasse (1861)[4]
- Roter Adlerorden III. Klasse mit Schleife (23. Oktober 1872)[4]
- Ehrenbürger von Tilsit (1885)
- Kleffelstraße am Bahnhof Tilsit